# Det svenska korståget
Denna artikel handlar om reportaget i Uppdrag Granskning. Se även De svenska korstågen.
Det svenska korståget är ett reportage som sändes i Uppdrag Granskning i Sveriges Television om prästbrödraskapet Sankt Pius X (SSPX) som sändes i januari 2009. 
Reportaget handlar om den katolskt-traditionalistiska organisationen SSPX, dess roll i Sverige, vilket enligt dem själva är att återinföra katolicism i Sverige, och medlemmar som är förintelseförnekare och rasister. Efter en motsättning som uppstod till följd av Andra Vatikankonciliet på 1960-talet, exkommunicerades SSPX:s biskopar av påven 1988, men bannlysningen hävdes 2009. SSPX är dock inte katoliker i bemärkelsen att de skulle vara i gemenskap med Romersk-katolska kyrkan.
Särskilt en intervju med SSPX:s biskop Richard Williamson väckte uppmärksamhet över hela världen, inte minst i Vatikanen. Detta berodde på att han i reportaget förnekade Förintelsen, varför han senare under året fick böta 12 000 euro. Det svenska korståget nämndes dock aldrig av företrädarna från SSPX.